# Vita pricksjukan

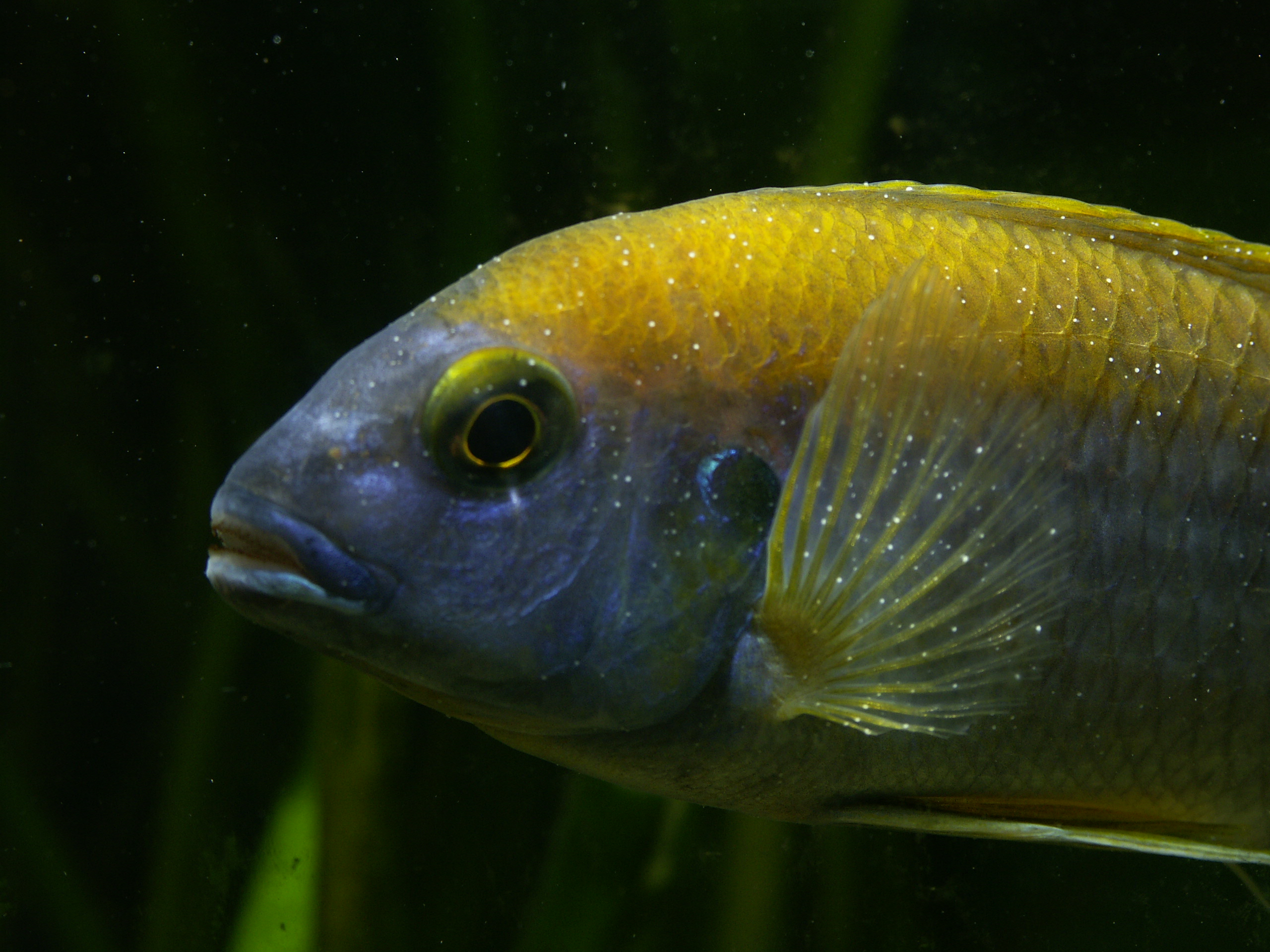
En drabbad fisk.

Livscykel för Ichthyophthirius multifiliis

Vita prick, Vita pricksjukan är en sjukdom fisk kan få som utlöses av snabba temperaturförändringar i vattnet. Det är en vanlig akvariefisksjukdom, men förekommer även bland vilt levande arter och i kommersiella fiskodlingar, såväl för akvariefisk som för matfisk. Först får fisken vita prickar och "ludd" på sig, för att sedan plötsligt dö. Det är dessutom en smittsam sjukdom, och om en fisk i ett akvarium eller i större odling smittas dör troligen alla fiskar om man inte gör något åt saken. Denna sjukdom orsakas av en hudparasit som heter Ichthyophthirius multifiliis som angriper sötvattenlevande arter. Saltvattenlevande arter kan också drabbas av en slags vita pricksjuka, då drabbade av en annan parasit nämligen Cryptocaryon. Vissa arter är extra känsliga för vita pricksjukan, i synnerhet Black molly och Praktbotia. 
Det förekommer att akvariefiskar vid importen bär på sjukdomen, eller snarare parasiten som senare orsakar sjukdomen. Den utlöses först i akvariefiskaffären, zoo-butiken, eller rent av hemma hos akvariefiskaffärens kunder.

## Differentialdiagnos
Fiskar som drabbats av "vita prickar" kan ha fått vita pricksjukan, men kan också vara en annan sjukdom som av akvaristerna kallas för "sammetssjukan" och som istället orsakas av en annan parasit som heter Piscinoodinium pillulare. Sammetssjukans vita prickar är oftast mindre än vita pricksjukans prickar.

## Botemedel
Sjukdomen behandlas med läkemedel innehållande metylenblått, malakitgrönt, kininväteklorid eller quinacrineväteklorid, eller en kombination av dessa. Euflavin är också känt som ett gammalt beprövat botemedel. Behandlingen blir framgångsrik om man upptäcker symtomen tidigt och snabbt kan medicinera, men om det är en sen upptäckt eller sent insättande av botemedel är behandlingsförsöken ofta fruktlösa. För att öka syrehalten i vattnet, och spara på mängden medicin, kan man sänka vattennivån i akvariet innan medicinering. 
Även mot sammetssjukan finns det effektiva läkemedel, dock är även denna sjukdom relativt svårbehandlad om den inte upptäcks i tid.